# Ceruk
Ceruk is een bestuurslaag in het regentschap Natuna van de provincie Riouwarchipel, Indonesië. Ceruk telt 895 inwoners (volkstelling 2010).